# Sierre
Sierre (toponimo francese; in tedesco Siders) è un comune svizzero di 16 817 abitanti del Canton Vallese, nel distretto di Sierre del quale è capoluogo; ha lo status di città.

## Storia
Dal suo territorio nel 1839 furono scorporate le località di Miège, Mollens e Randogne, divenute comuni autonomi; nel 1972 Sierre ha inglobato il comune soppresso di Granges.

## Monumenti e luoghi d'interesse
Nonostante la sua origine romana, l'aspetto della città è tardo-medievale e moderno (XVI-XVII secolo).

### Architetture religiose

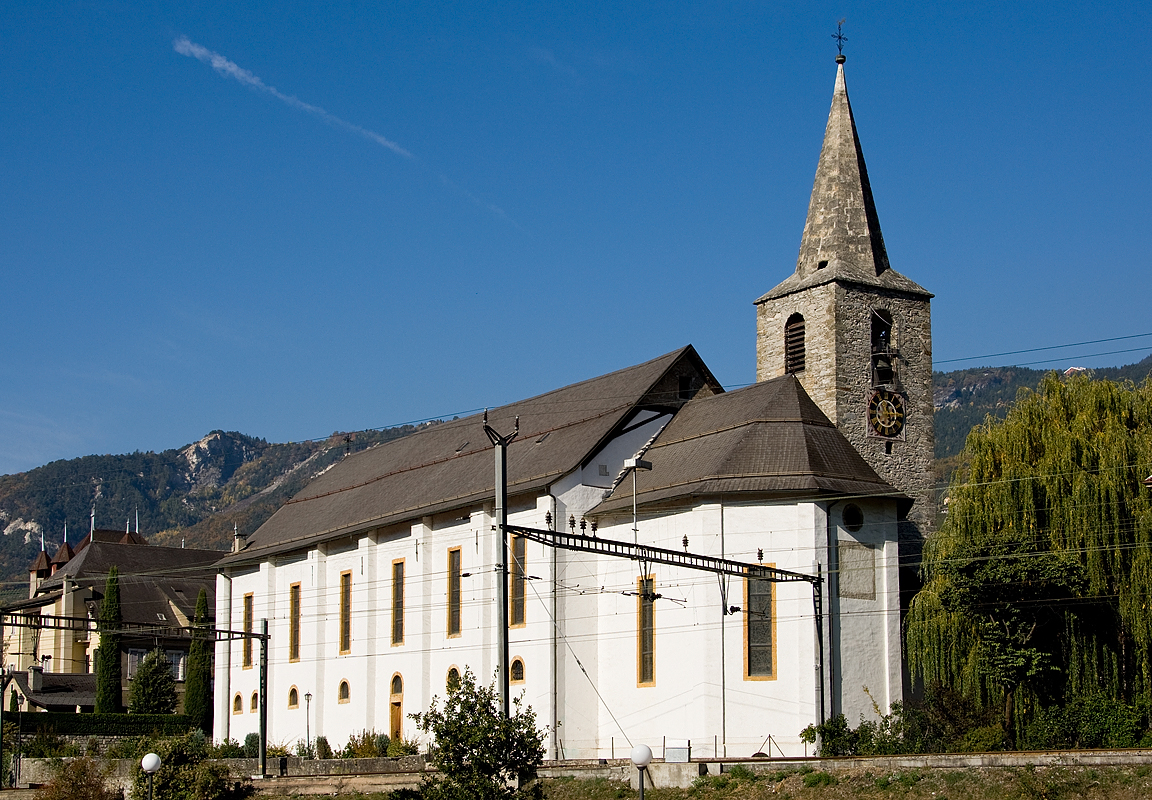
La chiesa di Santa Caterina

- Chiesa parrocchiale cattolica di Santa Caterina, eretta nel 1687[1];
- Chiesa riformata, eretta nel 1904[1];
- Chiesa parrocchiale cattolica di Santa Croce, eretta nel 1968[1];
- Chiesa parrocchiale cattolica di Santo Spirito, eretta nel 1981[1].
- A sud della città, sulla collina di Géronde, sorge un monastero la cui chiesa è caratterizzata da un bel coro gotico consacrato nel 1500[5], mentre la navata è stata barocchizzata. L'insieme domina il vicino Lago di Géronde, la Valle del Rodano e il comune di Chippis. A partire dal 1935 il convento è occupato dalle suore Bernadine, della famiglia dei Cistercensi della stretta osservanza.

### Architetture civili
- Municipio, eretto nel 1620[1];
- Château des Vidomnes, eretto nel XV secolo: torre nobiliare adibita a residenza privata[senza fonte];
- Castello situato nelle immediate vicinanze di Sierre[senza fonte] dove visse per alcuni anni il poeta Rainer Maria Rilke[1], al quale è stata dedicata una fondazione che ha sede in un settecentesco della città[6] .

## Società

### Evoluzione demografica
L'evoluzione demografica è riportata nella seguente tabella (dal 1972 con Granges):
Abitanti censiti

## Geografia antropica

### Frazioni

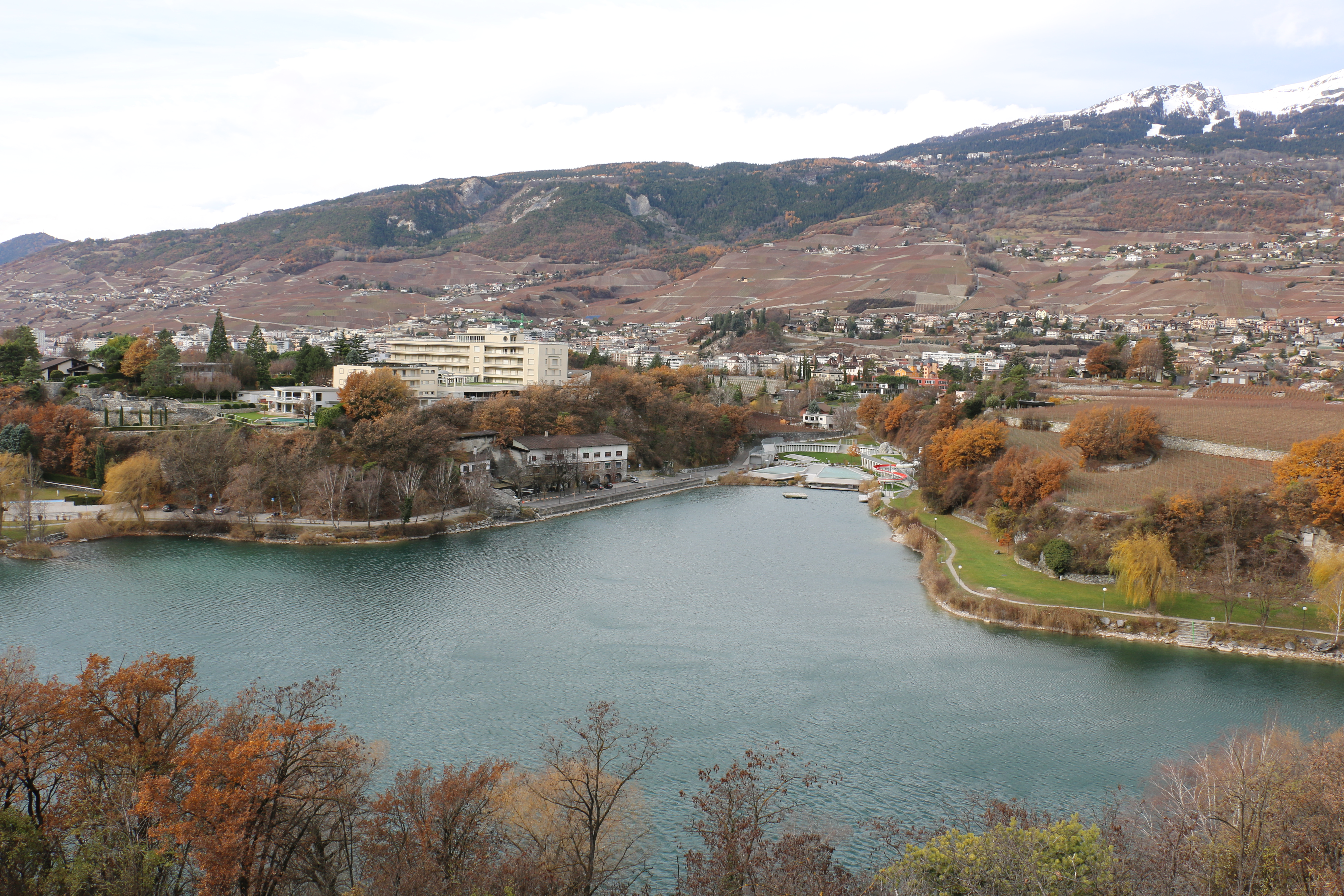
Géronde

- Borzuat
- Cuchon
- Géronde
- Glarey
- Granges
- Le Bourg
- Le Vieux-Sierre
- Monderèche
- Muraz
- Noës
- Plantzette
- Sous Géronde
- Villa d'en Bas
- Villa d'en Haut
- Zervettaz

## Infrastrutture e trasporti

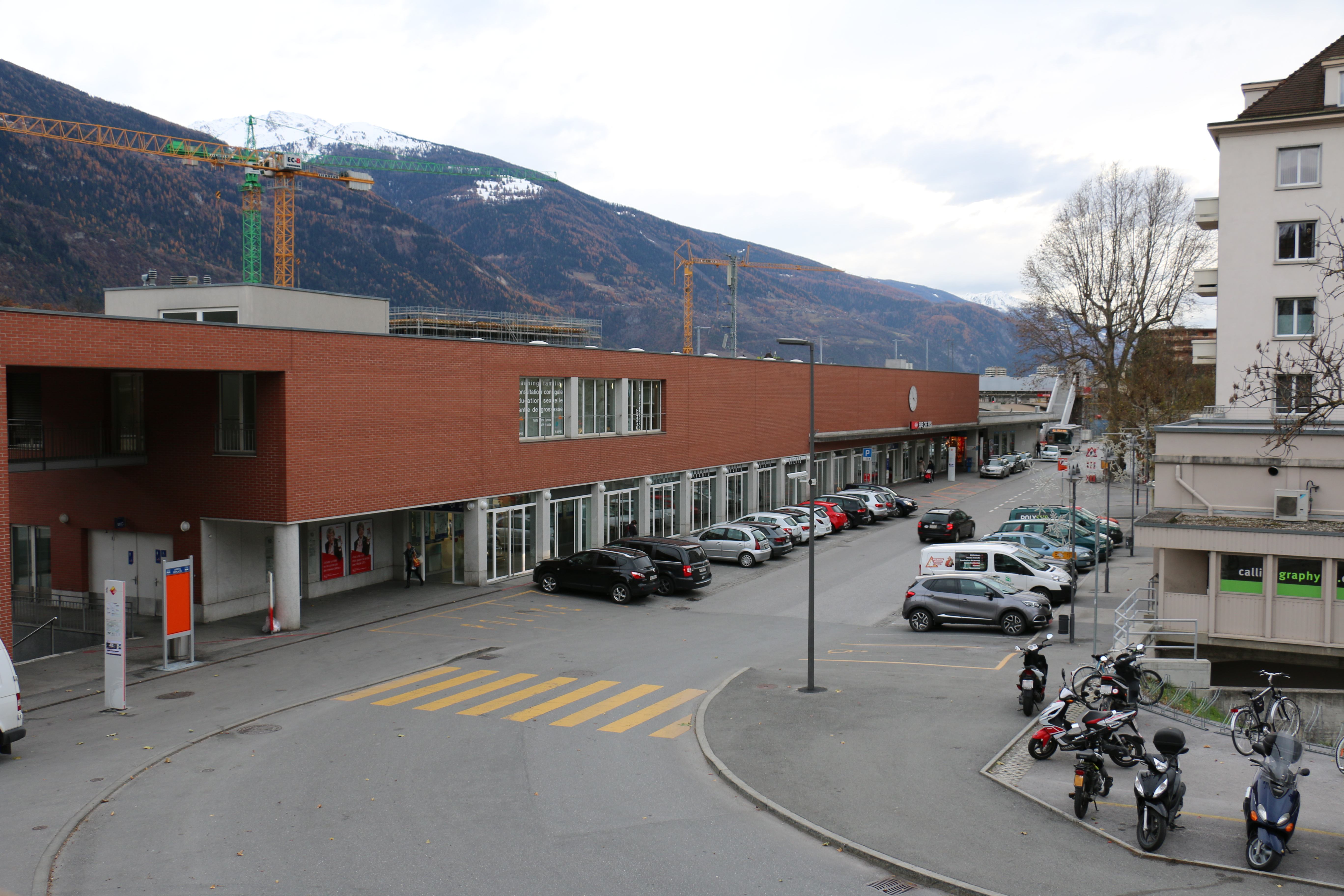
La stazione di Sierre

Sierre è servita dalle stazioni di Sierre e di Granges-Lens, sulla ferrovia Losanna-Briga.

## Amministrazione
Ogni famiglia originaria del luogo fa parte del cosiddetto comune patriziale e ha la responsabilità della manutenzione di ogni bene ricadente all'interno dei confini del comune.

### Gemellaggi
- Cesenatico[8]
- Pago Veiano[senza fonte]

## Sport
A Sierre hanno sede la squadra di hockey su ghiaccio Hockey Club Sierre e la squadra di football americano Sierre Woodcutters.